# Třída Kingston
Třída Kingston jsou třída víceúčelových hlídkových lodí kanadského královského námořnictva. Oficiálně jsou označeny jako lodě pobřežní obrany (MCDV – Maritime Coastal Defense Vessel). Mezi hlavní úkoly plavidel patří průzkum, výcvik, vyhledávání a ničení min. Jejich posádky tvoří zejména rezervisté. K roku 2025 byly všechny postavené jednotky stále v aktivní službě. Zároveň bylo rozhodnuto o vyřazení osmi minolovek a soustředění zbývající čtveřice na základně v Halifaxu.

## Stavba
Třída se skládá z celkem 12 jednotek, pojmenovaných Kingston, Glace Bay, Nanaimo, Edmonton, Shawinigan, Whitehorse, Yellowknife, Goose Bay, Moncton, Saskatoon, Brandon a Summerside, postavených v letech 1994–1999. Postavila je loděnice Halifax Shipyard Limited v Halifaxu.
Jednotky třídy Kingston:
| Jméno                     | Založení kýlu     | Spuštěna           | Vstup do služby   | Status                     |
| ------------------------- | ----------------- | ------------------ | ----------------- | -------------------------- |
| HMCS Kingston (MM 700)    | 12. prosince 1994 | 12. srpna 1995     | 21. září 1996     | aktivní, určena k vyřazení |
| HMCS Glace Bay (MM 701)   | 28. dubna 1995    | 22. ledna 1996     | 26. října 1996    | aktivní, určena k vyřazení |
| HMCS Nanaimo (MM 702)     | 11. srpna 1995    | 17. května 1996    | 10. května 1997   | aktivní                    |
| HMCS Edmonton (MM 703)    | 8. prosince 1995  | 16. srpna 1996     | 21. června 1997   | aktivní                    |
| HMCS Shawinigan (MM 704)  | 26. dubna 1996    | 15. listopadu 1996 | 14. června 1997   | aktivní, určena k vyřazení |
| HMCS Whitehorse (MM 705)  | 26. července 1996 | 24. února 1997     | 17 . dubna 1998   | aktivní, určena k vyřazení |
| HMCS Yellowknife (MM 706) | 7. listopadu 1996 | 5. června 1997     | 18. dubna 1998    | aktivní                    |
| HMCS Goose Bay (MM 707)   | 22. února 1997    | 4. září 1997       | 26. července 1998 | aktivní, určena k vyřazení |
| HMCS Moncton (MM 708)     | 31. května 1997   | 5. prosince 1997   | 12. července 1998 | aktivní                    |
| HMCS Saskatoon (MM 709)   | 5. září 1997      | 30. března 1998    | 5. prosince 1998  | aktivní, určena k vyřazení |
| HMCS Brandon (MM 710)     | 6. prosince 1997  | 10. července 1998  | 5. června 1999    | aktivní, určena k vyřazení |
| HMCS Summerside (MM 711)  | 28. března 1998   | 26. září 1998      | 18. července 1999 | aktivní, určena k vyřazení |

## Konstrukce

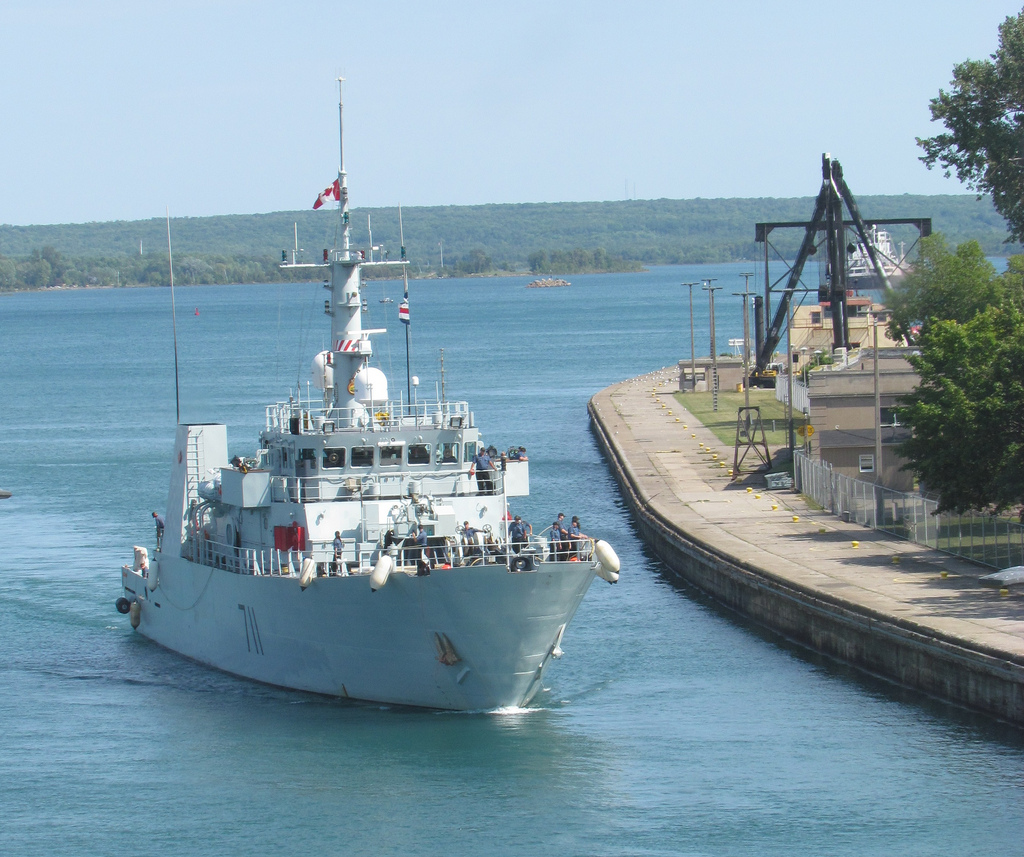
HMCS Summerside

Vybavení nutné pro přizpůsobení lodí specifikám jednotlivých misí je na palubě neseno ve dvou standardizovaných kontejnerech, které je možné snadno měnit. Výzbroj lodí tvoří jeden rychlopalný 40mm kanón Bofors Model 60 Mk 5C a dva 12,7mm kulomety M2 Browning. Vybavení zahrnuje i tři různé systémy odminování, včetně dálkově ovládaného plavidla Sutec. Pohonný systém tvoří 4 diesely Wartsila UD 23V12 s alternátory a dva elektromotory Jeumont DC. Elektřina pohání dva pody – plně otočné závěsy obsahující elektromotory a dvojici lodních vrtulí. Loď tak nepotřebuje kormidlo a má vysokou manévrovatelnost. Nejvyšší rychlost je 15 uzlů.